# Eptesicus andinus
Eptesicus andinus é uma espécie de morcego da família Vespertilionidae. Pode ser encontrada na Colômbia, Equador, Peru, Venezuela, Brasil (região amazônica), sul da Guiana e possivelmente na Bolívia.